# Feketeszárnyú császárlégykapó
A feketeszárnyú császárlégykapó (Monarcha frater) a madarak osztályának verébalakúak rendjébe, és a császárlégykapó-félék családjába tartozó faj.

## Rendszerezése
A fajt Philip Lutley Sclater angol ornitológus írta le 1874-ben.

## Alfajai
- Monarcha frater frater (P. L. Sclater, 1874) - Új-Guinea északnyugati része
- Monarcha frater kunupi (Hartert & Paludan, 1934) - Új-Guinea nyugati része
- Monarcha frater periophthalmicus (Sharpe, 1882) - Új-Guinea középső és délkeleti része, eredetileg különálló fajként írták le.
- Monarcha frater canescens (Salvadori, 1876) - Ausztrália északkeleti részén, a  a York-félsziget és a Torres-szoros szigetei  [2]

## Előfordulása
Új-Guinea szigetén, Indonézia és Pápua Új-Guinea területén, valamint Ausztrália északkeleti részén, a York-félszigeten honos. Természetes élőhelyei a szubtrópusi vagy trópusi síkvidéki és hegyiesőerdők, mangroveerdők és lombhullató erdők. Vonuló faj.

## Megjelenése
Testhossza 15–19 centiméter, testtömege 17–24 gramm.

## Életmódja
Gerinctelenekkel táplálkozik.

## Természetvédelmi helyzete
Az elterjedési területe rendkívül nagy, egyedszáma pedig stabil. A Természetvédelmi Világszövetség Vörös listáján nem fenyegetett fajként szerepel.